# Loi Estrada
Luisa Ejercito Estrada (nata Luisa Pimentel Fernandez), nota anche con lo pseudonimo di Loi (Iba, 2 giugno 1930), è una medica e politica filippina, moglie dell'ex presidente Joseph Estrada, nonché first lady delle Filippine dal 1998 al 2001. Successivamente è stata senatrice dal 2001 al 2007.

## Biografia
Figlia di Rufino Pimentel e Manuela Fernandez, si è laureata all'università di Santo Tomás nel 1949 dove ha anche ottenuto il dottorato in medicina nel 1954.
Ha lavorato come professoressa presso l'ospedale della stessa università. In seguito ha lavorato nel National Center for Mental Health (Centro nazionale per la salute mentale), dove ha incontrato Joseph Estrada con cui si è sposata nel 1959.
Nel 1960 si è trasferita a Melbourne, in Australia, dove ha lavorato in diversi ospedali. Due anni dopo è tornata nelle Filippine, lavorando nella città di Davao e dal 1972 a San Juan.
Con la vittoria di Joseph Estrada alle elezioni presidenziali del 1998, dal 30 giugno 1998 Loi Estrada è diventata first lady delle Filippine.
Il 12 ottobre 1999 è stata insignita di una laurea honoris causa in filosofia dall'Università di Kyung Hee.
Dopo la deposizione del marito in conseguenza della rivoluzione EDSA del 2001, si è candidata al Senato come indipendente ed è stata eletta per la 12ª e 13ª legislatura, diventando così la prima first lady filippina ad essere eletta senatrice. Con l'elezione del figlio Jinggoy Estrada nel 2004, per la prima volta nella storia delle Filippine è avvenuto che madre e figlio fossero entrambi membri del Senato nella stessa legislatura.
Nel 2007 si è ricandidata per il Senato, senza però venire eletta e ritirandosi quindi dalla politica.

## Vita privata
Dal matrimonio con Joseph Estrada sono nati tre figli: Jinggoy Estrada, Jackie Ejercito e Jude Ejercito.